# Wendy's
Wendy's is een Amerikaanse keten van hamburgerrestaurants. Ze heeft na McDonald's en vóór Burger King de grootste omzet in die branche.

## Geschiedenis
De eerste Wendy's werd geopend in 1969 in Columbus, Ohio, VS door Rex David Thomas. De fastfoodketen werd genoemd naar zijn dochter. In 1975 werd de eerste buitenlandse vestiging geopend in Hamilton, Ontario, Canada.
Wendy's had tussen 1980 en 1986 zeven vestigingen in de Benelux, waarvan één in Nederland (Rotterdam) en één in Nederland (Utrecht). In 1988 opende Raymond Warrens in Goes een snackbar die hij vernoemde naar zijn jongste dochter Wendy. In 1995 legde Warrens de merknaam Wendy's vast voor de gehele Benelux. Dat was mogelijk omdat de Amerikaanse keten daar niet meer actief was. Wendy's ligt sindsdien overhoop met de snackbarhouder uit Goes. In verschillende rechtszaken is Warrens in het gelijk gesteld. Hierdoor is het voor de keten Wendy's niet mogelijk om in de Benelux vestigingen te openen onder de naam Wendy's.

## Producten
Wendy's verkoopt vierkante hamburgers die van vers vlees gemaakt zijn. Het was de eerste fastfoodketen die ook gezond eten introduceerde.

## Landen
Wereldwijd zijn er 6828 (6467 franchises, 361 in eigendom) vestigingen. Voor de verschillende landen zie de kaart hieronder.

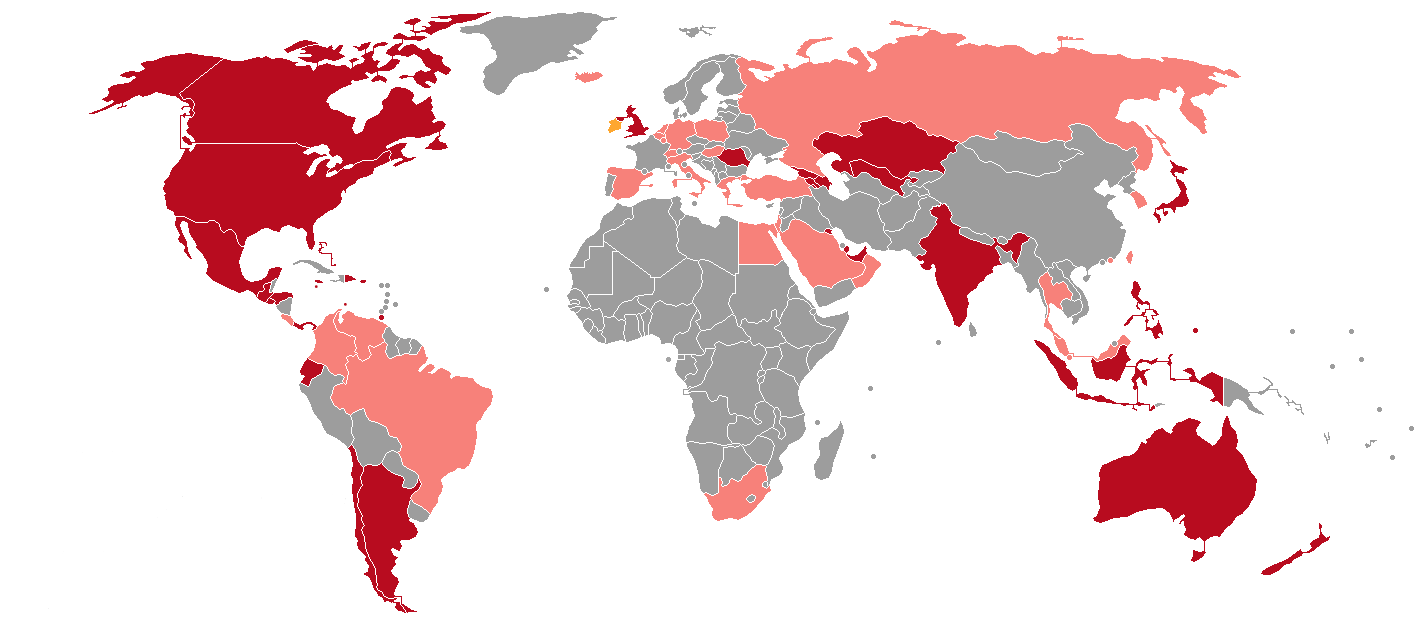
Rood: Een of meer vestigingen
Roze: Niet meer gevestigd